# Centro de dispositivos de Windows Mobile
Centro de dispositivos de Windows Mobile es un software de sincronización desarrollado por Microsoft, y el sucesor de ActiveSync. Está diseñado para sincronizar el contenido de diversas aplicaciones como música, vídeo, contactos, calendario de eventos, favoritos del navegador web, y otros archivos entre los dispositivos de Windows Mobile y el sistema operativo de Microsoft Windows.

## Historia
Centro de dispositivos de Windows Mobile fue desarrollado como un sucesor para el programa ActiveSync que se usaba anteriormente para sincronizar Windows CE en dispositivos basados en sistemas operativos Windows anteriores a Windows Vista. El primer lanzamiento público se disponía en octubre de 2006 como una versión beta para usarlo con Windows Vista RC1. En febrero de 2007, se hizo la primera versión oficial disponible para descarga, y en junio de 2007, Windows Mobile Device Center fue actualizado para funcionar con el sistema operativo Windows Mobile 6.
Otras versiones de Windows, como Windows Server 2008 y Windows Server 2008 R2 también pueden habilitar WMDC.

## Características
Mientras que Windows Vista tiene un controlador de base incorporada en la interfaz de dispositivos de Windows Mobile en el Explorador de Windows, Windows Mobile Device Center ofrece un front-end para que los usuarios integren sus datos en múltiples aplicaciones de Windows.
Es el piloto base de Windows Vista que permite navegar por el dispositivo, copiar los archivos y sincronizar con Windows Media Player. Para obtener una funcionalidad completa Centro de dispositivos de Windows Mobile necesita ser descargo, esto incluye la sincronización de las tareas, los datos de calendario, contactos, correo electrónico, etc, con Microsoft Office Outlook. Las sincronizaciones con Windows Mail, Windows Calendar, Contactos de Windows , Outlook Express y cualquier versión de Outlook anteriores a Outlook 2003 no son compatibles. Cada vez que se conecta un dispositivo Windows Mobile, el panel de Mobile Device Center aparece dando opciones para administrar los medios de comunicación y otros archivos en el dispositivo, así como controlar sus ajustes.
Formas de interfaz de dispositivos Windows Mobile con Centro de dispositivos de Windows Mobile incluye Bluetooth, USB, y para fines de legado, de serie. Sin embargo, la sincronización a través del puerto serial no está activado por defecto, y es necesario que el usuario modifique el Registro de Windows para hacerlo.
Centro de dispositivos de Windows Mobile tiene la capacidad de sincronizar lo siguiente:
- Información de PIM con Microsoft Outlook 2003 y versiones posteriores (Nota: la sincronización PIM no está disponible para Windows Mail, Windows Calendar, y Contactos de Windows)
- Fotos con Galería fotográfica de Windows
- Videos con Windows Media Player
- Música con Windows Media Player
- Favoritos de Internet Explorer
- Carpetas / archivos generales con el Explorador de Windows
- Los programas de Windows Mobile y actualizaciones de la versión

## Versión Principal
- Windows Mobile Device Center Beta 3, lanzado el 6 de octubre de 2006.(primera versión pública)
- Windows Mobile Device Center 6.0, Lanzado el 1 de febrero de 2007. (Primera versión oficial)
- Windows Mobile Device Center 6.1, publicado en junio de 2007.